# Pero spongiata
Pero spongiata là một loài bướm đêm trong họ Geometridae.